# Тетерешень (Молдова)
Тетерешень (рум. Tătărăşeni) — село в Кантемірському районі Молдови. Входить до складу комуни, центром якої є село Плешень.